# Успение Богородично (Крива круша)
Вижте пояснителната страница за други значения на Успение Богородично.
„Успение на Пресвета Богородица“ или „Света Богородица“ (на македонска литературна норма: „Успение на Пресвета Богородица“) е възрожденска православна църква във велешкото село Крива круша, централната част на Северна Македония.
Църквата е изградена в XIX век. Образите на някои от светците в църквата – Харалампий, Георги, Никола, Василий, Петър и други, са дело на Ангелко и Велян Андонови, братя на Димитър Папрадишки. На изображението на Свети Илия има надпис „Зографи Ангелко и Веланъ Андонови Папрадище 1892 година ноември 7 день“. Работата им не се отличава с високи качества.